# فريتز شوماخر
فريتز شوماخر (بالألمانية: Fritz Schumacher)‏ هو مهندس معماري ألماني، ولد في 4 نوفمبر 1869 في بريمن في ألمانيا، وتوفي في 5 نوفمبر 1947 في هامبورغ في ألمانيا.